# علي حمدان الرياحي
علي حمدان الرّياحي (1920 - 1980) شاعر سوري. ولد في قرية رأس العين من قرى منطقة جبلة في محافظة اللاذقية ودرس فيها. تعلّم الفرنسية، وحاز ما يعادل الشهادة الإعدادية. ثم انتظم عام 1938 في سلك الشرطة وتقلّد فيها عدّة مهام أمنيّة، آخرها رئيس فرع الأمني الجنائي في محافظة الحسكة حتى أحيل إلى التقاعد في 1968. له ديوان شظايا وقطوف في ثلاثة‌ أجزاء: الشعر الحلال في محمّد والآل ومنوّعات وغزل. له مسرحية شعرية قومية، مخطوطة، مثلتها فرقة من الهواة بمدينة اللاذقية. توفي في مسقط رأسه. 

## سيرته
علي بن حمدان الرياحي سنة 1920م/ 1339 هـ في قرية رأس العين بمنطقة جبلة في محافظة اللاذقية ونشأ بها. تعلم قواعد اللغة العربية على بعض الأساتذة، وتعلم الفرنسية على محمد الفقير، ثم تابع تعليمه معتمدًا على نفسه حتى حصل على الشهادة المتوسطة الإعدادية أو ما يعادلها.

عمل معلمًا لمادة اللغة العربية في إحدى مدارس مدينة القامشلي، وفي عام 1938 انتسب إلى سلك الشرطة، حيث خدم بمحافظة اللاذقية، رفع خلالها إلى رتبة مساعد أول، وعمل رئيسًا لفرع الأمن الجنائي في محافظة الحسكة حتى أحيل إلى التقاعد في سنة 1968.

توفي الرّياحي سنة 1980م/ 1401 هـ في مسقط رأسه.

## شعره
ذكره عبد العزيز البابطين في معجمه وقال عنه «يدور جلّ ما أتيح من شعره حول مديح آل البيت، وكتب في المناسبات والتهاني، وله شعر يعبر فيه عن تكريمه للمعلم والإشادة بدوره في تربية النشء. دعا إلى الوحدة بين أصحاب الديانات السماوية، وله شعر في الرثاء عرّض من خلاله بدعاة التحضر ممن يمقتون القيم، ويزدرون الدين على حسب نزعاتهم المتحللة، تتسم لغته بالطواعية مع ميلها إلى تغليب الفكرة، وخياله نشيط.» 

## وصلات خارجية
- علي حمدان الرياحي على موقع أرشيف الشارخ.
- في موقع أرشيف المجلات